# Altamonte Springs
Altamonte Springs ist eine Stadt im Seminole County im US-Bundesstaat Florida mit 46.231 Einwohnern (Stand: 2020).

## Geographie
Altamonte Springs grenzt an die Städte Maitland (Orange County) und Casselberry. Die Stadt liegt rund 15 km südlich von Sanford und 10 km nördlich von Orlando.

### Klima
Das Klima ist mild und warm, leicht mit einem leichten Wind von See. Statistisch regnet es in den Sommermonaten an durchschnittlich 30 % der Tage, wenn auch nur kurzfristig. Die höchsten Temperaturen sind im Mai bis Oktober, mit bis zu 33 °C. Die kältesten Monate von Dezember bis Februar mit durchschnittlich nur 12 °C. Schneefall ist in der Region nahezu unbekannt.

## Geschichte
Altamonte Springs erhielt durch die South Florida Railroad im Jahr 1880 erstmals Anschluss an das Eisenbahnnetz. Eine weitere Strecke war die 1888 eröffnete Florida Midland Railway, die vom Lake Jesup über Altamonte Springs und Clarcona nach Kissimmee führte. Mit der Übernahme der Strecke durch das Plant System 1896 wurde der Abschnitt Lake Jesup – Clarcona stillgelegt.

## Religionen
In Altamonte Springs gibt es derzeit 29 verschiedene Kirchen mit 14 verschiedenen Konfessionen, darunter ist die Baptistengemeinde mit 3 Kirchen am stärksten vertreten. Es gibt 3 zu keiner Konfession gehörende Kirchen (Stand: 2004).

## Demographische Daten
Laut der Volkszählung 2010 verteilten sich die damaligen 41.496 Einwohner auf 22.088 Haushalte. Die Bevölkerungsdichte lag bei 1804,2 Einw./km². 72,5 % der Bevölkerung bezeichneten sich als Weiße, 13,8 % als Afroamerikaner, 0,3 % als Indianer und 3,4 % als Asian Americans. 6,4 % gaben die Angehörigkeit zu einer anderen Ethnie und 3,7 % zu mehreren Ethnien an. 24,3 % der Bevölkerung bestand aus Hispanics oder Latinos.
Im Jahr 2010 lebten in 26,3 % aller Haushalte Kinder unter 18 Jahren sowie 19,7 % aller Haushalte Personen mit mindestens 65 Jahren. 52,3 % der Haushalte waren Familienhaushalte (bestehend aus verheirateten Paaren mit oder ohne Nachkommen bzw. einem Elternteil mit Nachkomme). Die durchschnittliche Größe eines Haushalts lag bei 2,15 Personen und die durchschnittliche Familiengröße bei 2,86 Personen.
22,0 % der Bevölkerung waren jünger als 20 Jahre, 34,5 % waren 20 bis 39 Jahre alt, 25,8 % waren 40 bis 59 Jahre alt und 17,5 % waren mindestens 60 Jahre alt. Das mittlere Alter betrug 36 Jahre. 47,0 % der Bevölkerung waren männlich und 53,0 % weiblich.
Das durchschnittliche Jahreseinkommen lag bei 47.942 $, dabei lebten 9,9 % der Bevölkerung unter der Armutsgrenze.
Im Jahr 2000 war Englisch die Muttersprache von 80,99 % der Bevölkerung, spanisch sprachen 14,31 % und 4,70 % hatten eine andere Muttersprache.

## Wirtschaft
Die hauptsächlichen Beschäftigungszweige sind: Ausbildung, Gesundheit und Soziales: (16,5 %), Handel / Einzelhandel: (14,5 %), Finanzen, Versicherungen und Immobilien: (11,1 %), Zukunftstechnologien, Management, Verwaltung: (13,2 %), Kunst, Unterhaltung, Nahrungsmittel und Restaurants: (10,8 %).

## Infrastruktur

### Schulen
- Spring Lake Elementary School, etwa 1050 Schüler
- Lake Orienta Elementary School, etwa 900 Schüler
- Forest City Elementary School, etwa 800 Schüler
- Altamonte Elementary School, etwa 750 Schüler
- Teague Middle School, etwa 1500 Schüler
- Lake Brantley High School, ca. 3000 Schüler

### Kliniken
- Florida Hospital Altamonte

### Parks und Sportmöglichkeiten
Es gibt ein breites Angebot von verschiedenen Stadtparks sowie mehrere sportliche Einrichtungen sowie Spielwiesen und Möglichkeiten zum Camping und Grillen.

### Verkehr

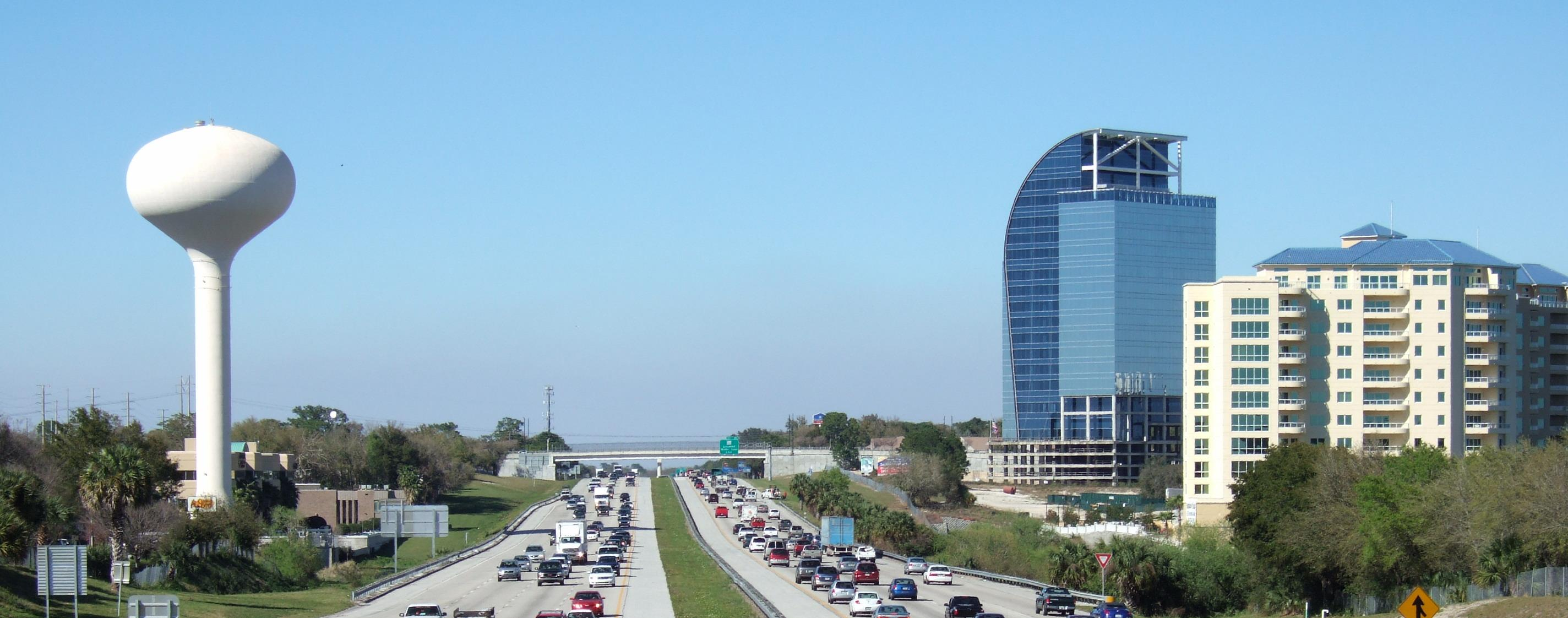
Die Interstate 4 bei Altamonte Springs

Altamonte Springs wird von der Interstate 4 sowie den Florida State Roads 414, 434 und 436 durchquert bzw. tangiert. Der nächste Flughafen ist der Orlando Sanford International Airport (rund 15 km nordöstlich).
Altamonte Springs ist eine Station der SunRail auf der Strecke von DeBary über Orlando nach Poinciana. Am Bahnhof Winter Park besteht Anschluss an die Fernzüge der Amtrak.

## Kriminalität
Die Kriminalitätsrate lag im Jahr 2010 mit 260 Punkten (US-Durchschnitt: 266 Punkte) im durchschnittlichen Bereich. Es gab elf Vergewaltigungen, 45 Raubüberfälle, 109 Körperverletzungen, 283 Einbrüche, 1005 Diebstähle, 76 Autodiebstähle und fünf Brandstiftungen.

## Söhne und Töchter der Stadt
- Alcee Hastings (1936–2021), Jurist und Politiker
- Lauren Boebert (* 1986), Politikerin der Republikanischen Partei
- Patrick DiMarco (* 1989), Footballspieler
- Blake Bortles (* 1992), Footballspieler
- Anfernee Simons (* 1999), Basketballspieler